# Это развод!
«Это развод!» (Оригинальное название «Настоящий лунный свет» (англ. Serious Moonlight)) — чёрная комедия 2008 года, режиссёра Шерил Хайнс. В главных ролях снялись Мег Райан, Тимоти Хаттон, Кристен Белл и Джастин Лонг. Картина вышла в прокат 4 декабря 2009 года.

## Сюжет
Когда Луиза (Мег Райан) обнаруживает, что её муж Йен (Тимоти Хаттон) собирается оставить супругу ради другой женщины Сары (Кристен Белл), она пытается помешать этому, привязав его к стулу клейкой лентой. Луиза хочет убедить мужа не делать этого, и что он всё ещё любит её. Йен обещает не бросать жену, но как только она освобождает его, он пытается бежать. Луиза бьёт его цветочным горшком по голове и запирает в туалете. Затем она уходит в магазин, а в это время в дом вламывается грабитель. Когда Луиза возвращается домой грабитель нападает на неё, и относит к Йену. Оказавшись вдвоём в заточении Йен понимает, что не сможет оставить жену. Следующим утром разъярённая Сара приезжает к их дому, чтобы узнать почему Йен не приехал в аэропорт. Грабитель также запирает её в ванную, где эти трое обсуждают сложившийся любовный треугольник. В конце концов им удаётся убежать и вызвать полицию. После всех испытаний Йен остаётся с Луизой.
Некоторое время спустя супруги продали дом и обзавелись ребёнком. Идя к ресторану они встречают того грабителя, который кивнул им в знак признания. Луиза отворачивается и быстро уходит, а Йен выглядит ошеломлённым.

## В ролях
- Мег Райан — Луиза
- Тимоти Хаттон — Йен
- Кристен Белл — Сара
- Джастин Лонг — Тодд

## Производство
Эдриэнн Шелли, сценарист фильма, была убита в 2006 году. Её вдовец, Энди Острой, выступил в качестве продюсера. Картина стала режиссёрским дебютом актрисы Шерил Хайнс: «Я испытываю чувство гордости, что руководила съёмками фильма. И я уважаю Эдриэнн Шелли, а также проделанную ею работу».

## Релиз
Премьера картины состоялась на кинофестивале Трайбека в апреле 2009 года, а на экраны она вышла 4 декабря 2009 года.